# Marsh Mallows
I Marsh Mallows sono un gruppo musicale hardcore punk italiano, formatosi nel 1998. Il gruppo inizia la propria carriera suonando cover di band punk rock, come NOFX e Green Day.
Il nome "Marsh Mallows" è una storpiatura di marshmallow, una sorta di caramelle zuccherate.

## Storia
Un giorno il gruppo decide di cominciare a comporre musica propria e di scegliersi un nome, poiché era rimasto anonimo durante i primi anni di carriera. Da quel giorno i Marsh Mallows cominciano a comporre musica. Nel 1999 registrano così il demo autoprodotto Speed-core Academy.
Nel luglio del 2000 il cantante del gruppo Francesco Rainone (meglio noto come Jim) comincia a comporre musica e ad esibirsi in concerto insieme a Franz (chitarra) Omar (batteria), Andre (chitarra) e Fabio (basso). Con questa formazione il gruppo registra l'album di debutto, intitolato Alcatraz, registrato al Fear Studio di Alfonsine (RA)  nel 2000; i testi dei brani trattano di protesta sociale.
Il disco riesce anche a riscuotere un buon successo di critica e il gruppo lo promuove con un tour composto da 45 concerti.
In seguito, il gruppo scioglie il contratto con la Dave Records, per poi firmarne un altro con l'Ammonia Records.
Franz lascia nel frattempo la band. 
Nel maggio del 2002 il gruppo apre le date italiane dei concerti di celebri gruppi punk rock quali Bad Religion, Ska-P e Dead Kennedys. Il gruppo partecipa anche al Punkarrè Festival, insieme a Linea 77 e Undeclinable.
Nel 2003 viene pubblicato l'album Qualcosa di Nessuno, anticipato dall'omonimo singolo e pubblicato sotto le etichette EMI Music Italy e Urlo Music.
Il gruppo promuove il nuovo album partecipando a numerosi festival di musica punk, tra cui il Tora Tora Festival, l'Independent Days Festival e il PunkItalia Festival.
Il secondo singolo estratto dall'album, pubblicato a gennaio del 2004, si intitola Corri. In seguito, la band scioglie il contratto con la Urlo Music, mantenendo quello con l'Ammonia Records.
Il terzo album, intitolato Imperfect, esce il 18 febbraio 2005 per l'Ammonia Records. Nello stesso anno la band partecipa al Deconstruction Tour e all'Independent Days Festival 2005.
Dall'album viene estratto il singolo La Isla Bonita, che viene supportato da MTV.
Nel 2006 partono le registrazioni per il nuovo album La fine del mondo, che viene pubblicato nel 2008.

## Formazione
- Jim (Francesco Rainone) - voce
- Andy (Andrea Maestri) - chitarra
- Fabs (Fabio Muratori) - basso
- Teo (Matteo Mastroianni) - batteria

## Discografia
- 1999 - Speed-core Academy (demo auto-prodotto)
- 2001 - Alcatraz
- 2003 - Qualcosa di nessuno
- 2005 - Imperfect
- 2008 - La fine del mondo
- 2014  - V